# Metacnephia tabescentifrons
Metacnephia tabescentifrons är en tvåvingeart som först beskrevs av Günther Enderlein 1929.  Metacnephia tabescentifrons ingår i släktet Metacnephia och familjen knott. Inga underarter finns listade i Catalogue of Life.